# Walraad van Nassau-Ottweiler
Walraad van Nassau-Ottweiler (Slot Saarbrücken, 7 november 1656 - Ottweiler, 15 januari 1705) was officier in het keizerlijke leger, generaal in het Staatse en Engelse leger, en gouverneur van Nijmegen. Hij stamt uit het Huis Nassau-Ottweiler.

## Biografie
Walraad was de derde zoon van graaf Johan Lodewijk van Nassau-Ottweiler en Dorothea Catharina van Palts-Birkenfeld-Bischweiler, dochter van paltsgraaf Christiaan I van Palts-Birkenfeld-Bischweiler en Magdalena Catharina van Palts-Zweibrücken.
Walraad werd in 1671 commandant in het keizerlijke Regiment Marquis de Grana. Hij nam deel aan de oorlog tegen Frankrijk.
Walraad trad in Staatse dienst en werd op 3 november 1676 kapitein van de lijfwacht van stadhouder Willem III. Hij werd in 1681 bevorderd tot kolonel.
In 1685 was Walraad kolonel van het kreitsregiment. Hij trok naar Hongarije voor de strijd tegen de Turken.
Walraad kreeg op 26 mei 1690 een Engelse commissie als generaal-majoor en op 24 oktober 1694 als luitenant-generaal der infanterie. In 1699 werd hij ook luitenant-generaal der Staatse infanterie. In 1701 werd hij kolonel van het regiment gardes te voet.
In 1695 werd Walraad benoemd tot gouverneur van Nijmegen.
Walraad overleed aan de pokken en werd begraven in de Evangelische Stadskerk te Ottweiler. Daar bevindt zich een grafmonument voor hem.
Walraad was ongehuwd en had geen kinderen.